# Live 8

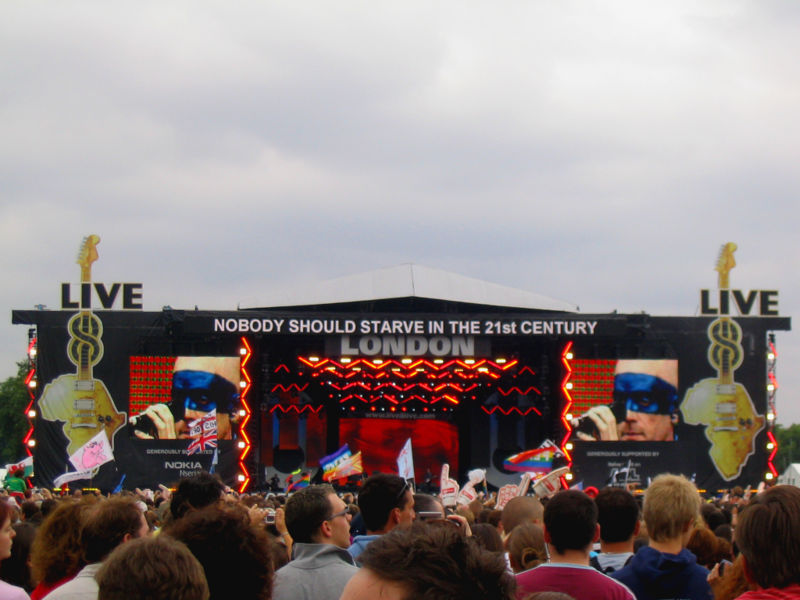
Concert del Live 8 a Londres.

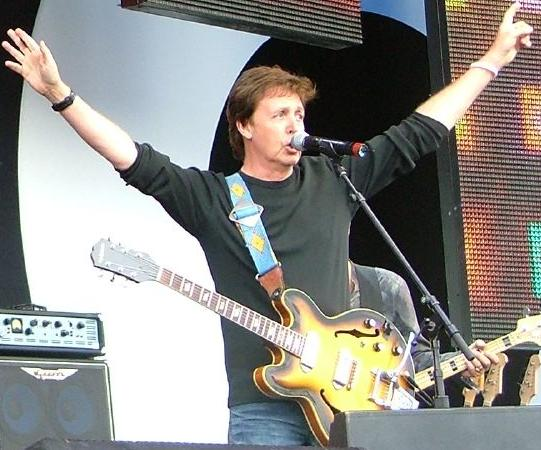
Paul McCartney en el Live 8, 2005, a Londres.

 Live 8  va ser una sèrie de concerts que es van celebrar simultàniament el 2 de juliol de 2005, en ubicacions mundials, amn l'objectiu de combatre la pobresa, mitjançant l'organització Make Poverty History. El seu nom prové del de Live Aid (concert benèfic que va recaptar uns 79 milions de lliures esterlines per als països pobres, celebrat el 1985) i del G-8. A diferència de Live Aid, la campanya Live 8 no pretenia recaptar fons directament, sinó conscienciar les societats (especialment a les dels països del G-8) i que pressionessin als seus governants per acabar amb la pobresa. El marc Live 8 va ser impulsat pel cantant, compositor, actor i activista polític irlandès Bob Geldof.

## Concerts
Es van fer concerts als països membres del G-8 (Alemanya, Canadà, Estats Units, França, Itàlia, Japó, Regne Unit i Rússia), més Sud-àfrica, en representació d'Àfrica. Les ciutats en les quals es va realitzar el Live 8 van ser:
| Ciutats participants.                      |                               |                     |
| Àfrica                                     |                               |                     |
| Plaça Mary Fitzgerald                      | Johannesburg                  | Sud-àfrica          |
| Amèrica                                    |                               |                     |
| Museu d'Art de Filadèlfia                  | Filadèlfia                    | Estats Units        |
| Park Place                                 | Barrie, als afores de Toronto | Canadà              |
| Àsia                                       |                               |                     |
| Makuhari Messe                             | Chiba, prop de Tòquio         | Japó                |
| Europa                                     |                               |                     |
| Hyde Park                                  | Londres                       | Regne Unit          |
| Eden Project                               | Cornualla                     | Regne Unit          |
| Siegessäule                                | Berlín                        | Alemanya            |
| Circ Màxim                                 | Roma                          | Itàlia              |
| Palau de Versalles                         | París                         | França              |
| Plaça Roja                                 | Moscou                        | Rússia              |
| Murrayfield                                | Edimburg 1                    | Escòcia(Regne Unit) |
| 1 Aquest concert es va realitzar el 6 jul. |                               |                     |

## Artistes participants
| - Richard Ashcroft - Mariah Carey - Coldplay - Dido - Bob Geldof - Elton John - Keane - The Killers - Annie Lennox - Paul McCartney - Ms Dynamite - Madonna - George Michael - Youssou N'Dour - Pink Floyd - R.E.M. - Razorlight - Scissor Sisters - Snoop Dogg - Snow Patrol - Stereophonics - Sting - Joss Stone - Travis - U2 - UB40 - Velvet Revolver - The Who - Robbie Williams | - 4Peace Ensemble - Jabu Khanyile and Baieta - Lindiwe - Lucky Dube - Mahotella Queens - Malaika - Orchestre Baobab - Oumou Sangaré - Zola - Björk - Def Tech - Do As Infinity - Dreams Come True - Good Charlotte - McFly - Rize - Bravo - B-2 - Pet Shop Boys - Moral Code X - Spleen - Valery Sutkin |

| - Andrea Bocelli amb la Philarmonie der Nationen - Alpha Blondy - Axelle Xarxa - Calogero - Cerrone/Nile Rogers - Craig David - The Cure - Diam 's - Dido - Disiz La Pesta - Faudel - Florent Pagny - David Hallyday^ - Indochine - Jamiroquai - Kool Shen - Kyo - Louis Bertignac - Magic System - Muse - Placebo - Raphaël - Shakira - Tina Arena - Yannick Noah - Youssou N'Dour - Alicia Keys - Black Eyed Peas - Bon Jovi - Dave Matthews Band - Def Leppard - Destiny 's Child - Jay-Z - Josh Groban - Kaiser Chiefs - Kanye West - Keith Urban - Linkin Park - Maroon 5 - Rob Thomas - Sarah McLachlan - Stevie Wonder - Will Smith - Daara J - Dido - Modou Diouf - Chartwell Dutiro - Frititi - Peter Gabriel - Akim El Sikameya - Emmanuel Jal - Johnny Kalsi - Salif Keïta - Angelique Kidjo - Kanda Bongo Man - Thomas Mapfumo & the Blacks Unlimited - Mariza - Coco Mbassi - Maryam Mursal - Youssou N'Dour & Li Super Etoile - Ayub Ogaden - Geoffrey Oryem - Shikisha - Siyaya - Tinariwen - The Corrs - Texas - The Proclaimers - Travis - Natasha Bedingfield - Midge Ure - Ronan Keating - Beverly Knight - Bob Geldof | - Biagio Antonacci - Claudio Baglioni - Alex Britti - Cesare Cremonini - Duran Duran - Francesco De Gregori - Elisa - Gemelli Diversitat - Irene Grandi - Faith Hill - Jovanotti - Luciano Ligabue - Fiorella Mannoia - Tim McGraw - Meg - Negramaro - Negreta - Nek - Noa - Orchestra Piazza Vittorio - Mauro Pagani - Laura Pausini - Piero Pelu - Povia - Ron - Stefano Senardi - Tiromancino - Velvet - Antonello Venditti - Li Vibrazioni - Renato Zero - Zucchero - A-ha - Audioslave - BAP - Brian Wilson dels Beach Boys - Chris de Burgh - Crosby, Stills and Nash - Die Toten Hosen - Faithless - Green Day - Herbert Grönemeyer - Joana Zimmer - Juan Diego Flórez - Juli - Katherine Jenkins - Reamonn - Renee Olstead - Roxy Music - Sasha - Silbermond - Söhne Mannheims - Wir sind Helden - Daniel Powter - Bryan Adams - African Guitar Summit - Jann Arden - Barenaked Ladies - Blue Rodeo - Tom Cochrane - Bruce Cockburn - The Bachman Cummings Band - DMC - Céline Dion (via satèl·lit) - Chuck Berry - DobaCaracol amb kna'an - Great Big Sigui - Deep Purple - Les Trois Accords - Gordon Lightfoot - Jet - Mötley Crüe - Our Lady Peace - Sam Roberts - Simple Plan - The Tragically Hip - Neil Young |

## Enllaços externs

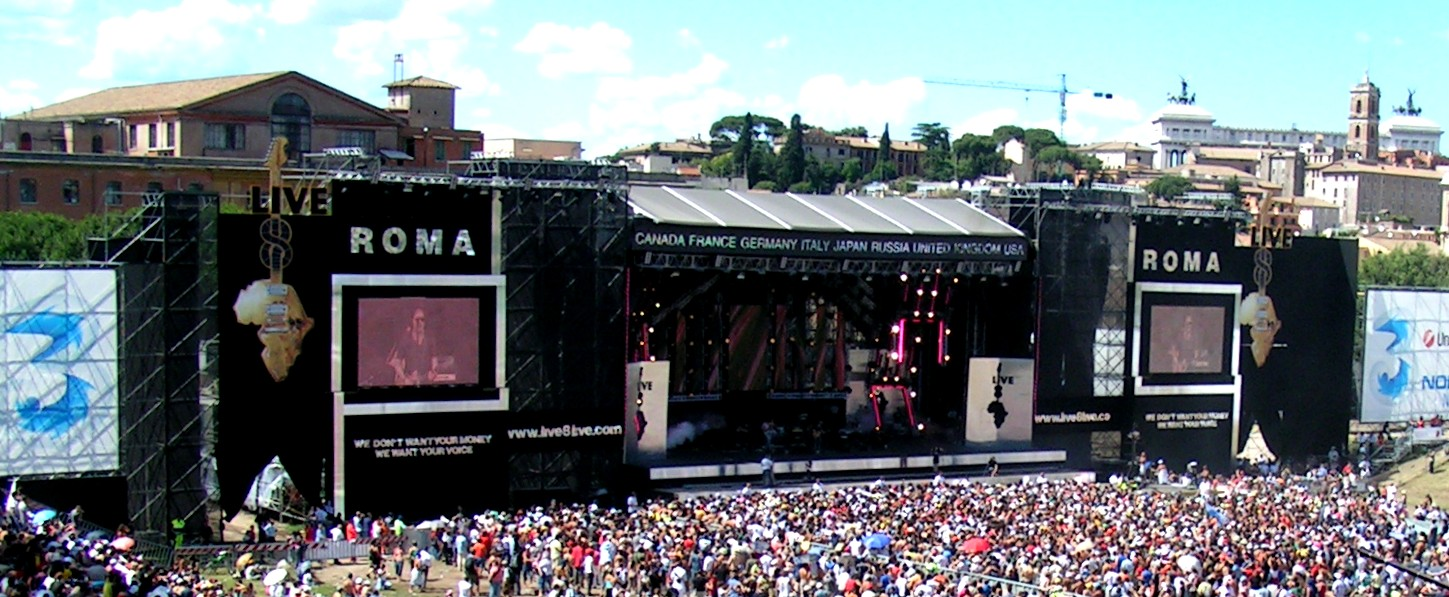
Concert de Roma.